# Tóték (dráma)
A Tóték Örkény István eredetileg filmforgatókönyvnek készült művének drámaváltozata. A Pókék, majd Csend legyen! címmel elkészült változatokat a filmgyár megrendelésére készítette 1964-ben, de azt akkor nem fogadták el, ezért azt átdolgozta. Előbb a kisregény készült el, amely a Kortárs című folyóirat augusztusi számában jelent meg 1966-ban, már Tóték címmel, majd drámává is átdolgozta. A Thália Színház, 1967 február 24-től sikerrel játszotta, és a drámát még abban az évben megjelentette nyomtatásban a Magvető Könyvkiadó.  A darabot 1995-ben Vincze János átdolgozta egy ötszereplős kamaraváltozattá, amelynek első bemutatója a Pécsi Harmadik Színházban volt.
A Színházi adattárban regisztrált bemutatók száma: 50. Ugyanitt harminchét színházi fotó is látható.

## Történet
|  | Alább a cselekmény részletei következnek! |

### I. rész
A második világháború idején, egy kis észak-magyarországi hegyvidéki községben él a Tót család, akinek (a lakosság többi tagjához hasonlóan) a fronton van a fiúk: Gyula. A darab a Postás monológjával nyit, melyben beszámol fogyatékosságáról és a Tót családhoz fűződő mély rajongásáról. A Postás különösen vonzódik a szimmetrikus dolgokhoz, Tótékat például azért szereti, mert négyen vannak. Bevallja továbbá, hogy manipulálja a leveleket. Bizonyos információkat nem ad át a címzetteknek, például Tótéknak a rossz híreket tartalmazó leveleket nem továbbítja. Ezt követően előveszi az aznap érkezett lapokat, melyek közt pozitív tartalmú levelet talált Tóték részére. Nagy örömmel fut a családhoz, akik a levélben leírtak alapján értesülnek, hogy fiúk parancsnoka megromlott idegállapota miatt kéthetes betegszabadságra hazautazik a frontról, Gyula pedig rávette, hogy szülei idilli otthonában töltse ezt az időt. Tóték nagy izgatottsággal fogadják a hírt. Gyula továbbá azt is említi a levélben, hogy őrnagya érzékeny a szagokra. Tót ezért a lajt tulajdonosához fordul, arra kérve, hogy szippantsa ki a kerti budit, ám az lebeszéli róla, mivel huzamosabb ideig tartana, míg a megbolygatott massza bőrzeni kezd. Ezt követően a csend érdekében a többi lakóhoz fordulnak, hogy minél nagyobb csendben tölthesse pihenését a vendég. A postás alakja jelenik megint meg és egy ujabb levelet olvas fel, melyben Gyula értesíti családját, hogy az őrnagy nem szereti, ha elnéznek a feje felett. A postás viszont összetépi azt.
Ezt követően Tóték már izgatottan, fúvószenekarral várják az őrnagyot a buszmegállóban. A járműről egy elegáns és egy rongyos őrnagy is leszáll, Tóték azt hiszik, az elegáns őrnagy lesz, akire várnak, viszont mint az kiderül, a rongyos őrnagy a vendégük. Mikor fogadják, az őrnagyon látszik a háború nyoma, minduntalan hátranéz veszélyt érezve maga körül. Mikor észleli, hogy Tót folyton átnéz a feje felett nehezményezi. Ágika ekkor azt ajánlja apjának, hogy húzza a fejébe tűzoltósisakját, amit Tót meg is tesz. Nagy nehezen hazaviszik vendégüket, majd lefektetik. Miközben alszik a falu lakói mind csodájára járnak. Miután az őrnagy este felkel, felzavarja a Tót családot is. Az éjszaka közepén nincs mit csinálni, Tót pedig semmiféle társasjátékhoz nem ért. Ekkor ismét Ágika oldja meg a problémát. A háború miatt az egri Sanitas Kötszergyárnak megsokszorozódott a termelése, viszont a gyár felszerelése nem volt elegendő, hogy megfelelő számú kötszeres dobozt gyártson, így a vidéki családok önkéntes segítségét kérték. Ebben a Tót család női tagjai is segédkeztek. A kapott kartoníveket egy margóvágóval vágták be, majd a lapokat összehajtogatták. Ez nagyon tetszik az őrnagynak és azonnal dobozolni szeretne. Tót eleinte nem akar csatlakozni, viszont fia sorsa miatt kénytelen megtenni. A dobozhajtogatás eleinte nehezen megy neki. Az éjszaka alatt több komikus félreértés is történik, melyet Tóték sikeresen elhárítanak. Egészen reggelig űzik a dobozolást. Az első részt a postás zárja. Sürgönyt kap, melyben Gyula halálhírét tudatják a családdal. A postás összetépi a lapot.

### 2.rész
Egy héttel később vagyunk. Mariska éppen levelet diktál Ágikának, melyben tudatja fiával, hogy parancsnoka jól van, egészségesebb (igaz kicsit rákapott a dobozolásra). A következő dobozoló estén az őrnagy nyomására a kimerült Tót azt javasolja, hogy készítsenek egy új, sokkal nagyobb margóvágót, mellyel több dobozt lehet csinálni. Ezt követően Tót elásítja magát, amit az őrnagy nagyon nehezményez, ezért kitalálja, hogy egy kis csipogó szerkezetet vegyen be a szájába, mely csipogásával megakadályozza az ásításban. Tót ismét kénytelen engedelmeskedni, majd dülöngélve elhagyja a szobát. Mariska és Ágika kétségbe esve a keresésére siet.
A paplakban Tomaji plébános fogadja a férjét kereső Mariskát, aki a pap ágya alatt meg is leli urát, majd a falu ideggyógyászához: Cipriani professzorhoz fordulnak segítségért. A bogaras gyógyász egyre hevesebben, majd hisztérikusan azt javasolja, hogy lázadjon fel, hiszen előbb-utóbb mindenkit, aki részt vett a háborúban felakasztanak. Tót végül a kerti budiba menekül. Az őrnagyot eleinte idegesíti Tót magatartása, viszont kis idő múlva megszereti a budi nyugodt légkörét.
A két hét letelik, majd a testben, lélekben megtört Tót család elbúcsúzik az őrnagytól. Hazaérve Tót a margóvágót kiviszi a kertbe, majd kijelenti, minden ugyanúgy lesz, mint annak előtte. Este viszont megjelenik az őrnagy és közli, hogy a partizánok tevékenysége miatt nem tudott tovább utazni és még további három napot tölt a családnak. Egyből dobozolni szeretne és a nagy margóvágót keresi. Tóttal együtt lemennek a kertbe, hogy felhozzák a szerkezetet. Mikor eltűnnek háromszor lecsapódik a nagy margóvágó karja. Mikor Tót visszaérkezik Mariska megkérdezi férjét: Háromba vágtad, édes, jó Lajosom? Mire Tót így felel: Háromba? Nem. Négy egyforma darabba vágtam... Ezután lefeküdni indulnak, majd a darab Mariska kétségbeesett jaj kiáltásával zárul.
|  | Itt a vége a cselekmény részletezésének! |

## Az ősbemutató
Az ősbemutató a Thália Színházban volt 1967. február 24-én. A darabot Kazimir Károly rendezte. A díszleteket és a jelmezeket Rajkai György tervezte. Zenéjét összeállította Prokópius Imre, társrendező Léner Péter volt.

### Szereplők
- Latinovits Zoltán: Az őrnagy
- Nagy Attila: Tót
- Dajka Margit: Tótné
- Hacser Józsa: Ágika
- Peti Sándor: A postás
- György László: Tomaji plébános
- Inke László: Cipriani professzor
- Sütő Irén: Gizi Gézáné, egy rossz hírű nő
- Kautzky József: A lajt tulajdonosa
- Fellegi István: Lőrincke szomszéd
- Kollár Béla: Az elegáns őrnagy

## Kamaraváltozat
1995-ben a darabot Vincze János jelentősen átdolgozta egy kamaraváltozattá. A mellékszereplőket és a második rész helyszíneit mellőzte, helyette az őrnagy, a Tót család és a postás viszonyrendszerére helyezte a hangsúlyt. A kamaraváltozat lényege, hogy kizárólag a fő cselekményszál legyen megjelenítve, kihagyva minden olyan jelenet, mely a cselekményt lassítja. A kamaraváltozat szövegéért Vincze 1996-ban az Országos Színházi Fesztiválon elnyerte a legjobb dramaturgnak járó díjat.
A kamaraváltozatot először a Pécsi Harmadik Színházban mutatták be 1995. október 8-án. Az előadást Vincze János rendezte, a díszleteket Werner József, a jelmezeket pedig Tresz Zsuzsa tervezte.
A kamaraváltozat eredeti szereposztása:
- Az Őrnagy: Rancsó Dezső
- Tót: Helyey László
- Tótné: Vári Éva
- Ágika: Varga Szilvia
- A Postás: Barkó György

## Emlékezetes bemutatók
- 1978. január 14.: Thália Színház, rendezte: Kazimir Károly, szereplők: Harsányi Gábor, Nagy Attila, Pécsi Ildikó, Jani Ildikó
- 1986. december 4.: Debreceni Csokonai Színház – Kölcsey Ferenc Művelődési Központ, rendezte: Pinczés István,  szereplők: Sárközy Zoltán, Korcsmáros Jenő, Ribár Éva, Csonka Anikó
- 2004. november 28.: Radnóti Színház, rendezte: Gothár Péter, szereplők: Csányi Sándor, Hegedűs D. Géza, Csomós Mari, Csonka Szilvia
- 2007. április 2.: Harmadik Színház (Pécs), rendező: Vincze János, szereplők: Fillár István, Németh János, Nagy Adrienne, Rárósi Anita
- 2017. október 13.: egri Gárdonyi Géza Színház, rendezte: Blaskó Balázs, szereplők: Reiter Zoltán, Baranyi Péter, Saárossy Kinga, Nagy Fruzsina Lilla

(Forrás: Örkény István honlap, az előadásokról televíziós felvételek is készültek)

## Feldolgozások
- Isten hozta, őrnagy úr! (film, 1969)
  - rendezte: Fábri Zoltán
  - szereplők: Latinovits Zoltán (őrnagy), Sinkovits Imre (Tót), Fónay Márta (Tótné), Venczel Vera (Ágika)
- Tóték (rádiójáték, 1974)
  - rendezte: Szinetár Miklós
  - szereplők: Latinovits Zoltán (őrnagy), Szabó Gyula (Tót), Dajka Margit (Tótné), Schütz Ila (Ágika)
- Tóték (opera, 2019)
  - zeneszerző: Tóth Péter
  - ősbemutató: Budapest, Eiffel Műhelyház, 2019
  - rendezte: Káel Csaba
  - karmester: Jankó Zsolt
  - szereplők: László Boldizsár (őrnagy), Szvétek László (Tót Lajos), Vajda Júlia (Mariska), Nánási Helga (Ágika)